# لیف اندرسن (ورزشکار)
لیف اندرسن (انگلیسی: Leif Andersson؛ زادهٔ ۲۶ آوریل ۱۹۶۱) ورزشکار دوگانه اهل سوئد است.